# Schiers
Schiers (ve walserské němčině Schiersch, rétorománsky Aschera) je obec ve švýcarském kantonu Graubünden, okresu Prättigau/Davos. Nachází se v údolí Prättigau, asi 17 kilometrů severovýchodně od kantonálního hlavního města Churu, v nadmořské výšce 660 metrů. Žije zde přibližně 3 000 obyvatel.

## Geografie

Letecký pohled na Prättigau a Schiers (1955)

Schiers leží v přední části údolí Prättigau při ústí říčky Schraubach do Landquartu, který protéká obcí od jihovýchodu k severozápadu v délce asi 5 kilometrů. Svah jižně od řeky, Landquartberg, který je téměř celý zalesněný až ke dnu údolí, dosahuje nadmořské výšky kolem 1600 metrů. Severní část území je mnohem větší a rozmanitější. Táhne se od Landquartu až k vrcholkům Rätikonu, tedy k rozvodí proti Montafonu, které je zároveň státní hranicí s Rakouskem. Kopcovitá krajina před vápencovým pohořím Drusenfluh (hlavní vrchol 2827 m n. m., nejvyšší bod obce) je tvořena měkkými břidlicemi, takže Schraubach a jeho četné prameny a přítoky vyhloubily hluboké strže, které oddělují alpské louky roztroušené na kopcích a velmi prodražují výstavbu a údržbu silnic.
K obci patří kromě hlavní vesnice Schiers také místní části Lunden, Fajauna, Stels, Maria-Montagna, Pusserein a Schuders, které v letech 1851–1878 tvořily samostatnou obec.
Sousedními obcemi jsou Grüsch, Seewis im Prättigau, Luzein, Jenaz, Furna a také Vandans a Tschagguns (obě patří do rakouské spolkové země Vorarlbersko).

## Historie
Různé nálezy dokládají osídlení oblasti v době bronzové a železné. Vesnice Scieres a kostel svatého Jana, původní kostel v Prättigau založený v 5. století, jsou poprvé zmiňovány v listinách z roku 1101. Název místa, stejně jako nedaleké vesnice Ascharina (obec Luzein), pochází z vulgárního latinského adjektiva ăcĕrĕu, ăcĕrĕa, odvozeného od latinského acer, tedy „javor“.
Panovnická práva přešla dědictvím z Vazerů na Toggenburky v roce 1335 a po jejich zániku, který dal podnět k založení Ligy deseti dvorů v roce 1436, nakonec na rod Habsburků, z jehož vlády se tzv. Prättigauerové dokázali vykoupit v roce 1649. V rámci Ligy deseti dvorů vytvořily Schiers, Grüsch a Seewis jeden dvůr Schiers, který se v roce 1679 rozdělil na dva polodvorce. Z práv churské katedrální kapituly, která měla v Schiers majetek již od 12. století, se vyvinula samostatná jurisdikce – kapitulní soud v Schiers, který byl v roce 1506 spojen se soudem v Schiers. Do té doby se hovořilo o federaci jedenácti soudů.
V roce 1563 se obec připojila k reformaci. Ve stejném století se do té doby převažující rétorománština změnila na němčinu.

## Obyvatelstvo
| Rok            | 1780  | 1850  | 1900  | 1950  | 2000  | 2010  | 2020  |
| Počet obyvatel | 1 110 | 1 741 | 1 654 | 2 312 | 2 637 | 2 549 | 2 727 |

## Doprava

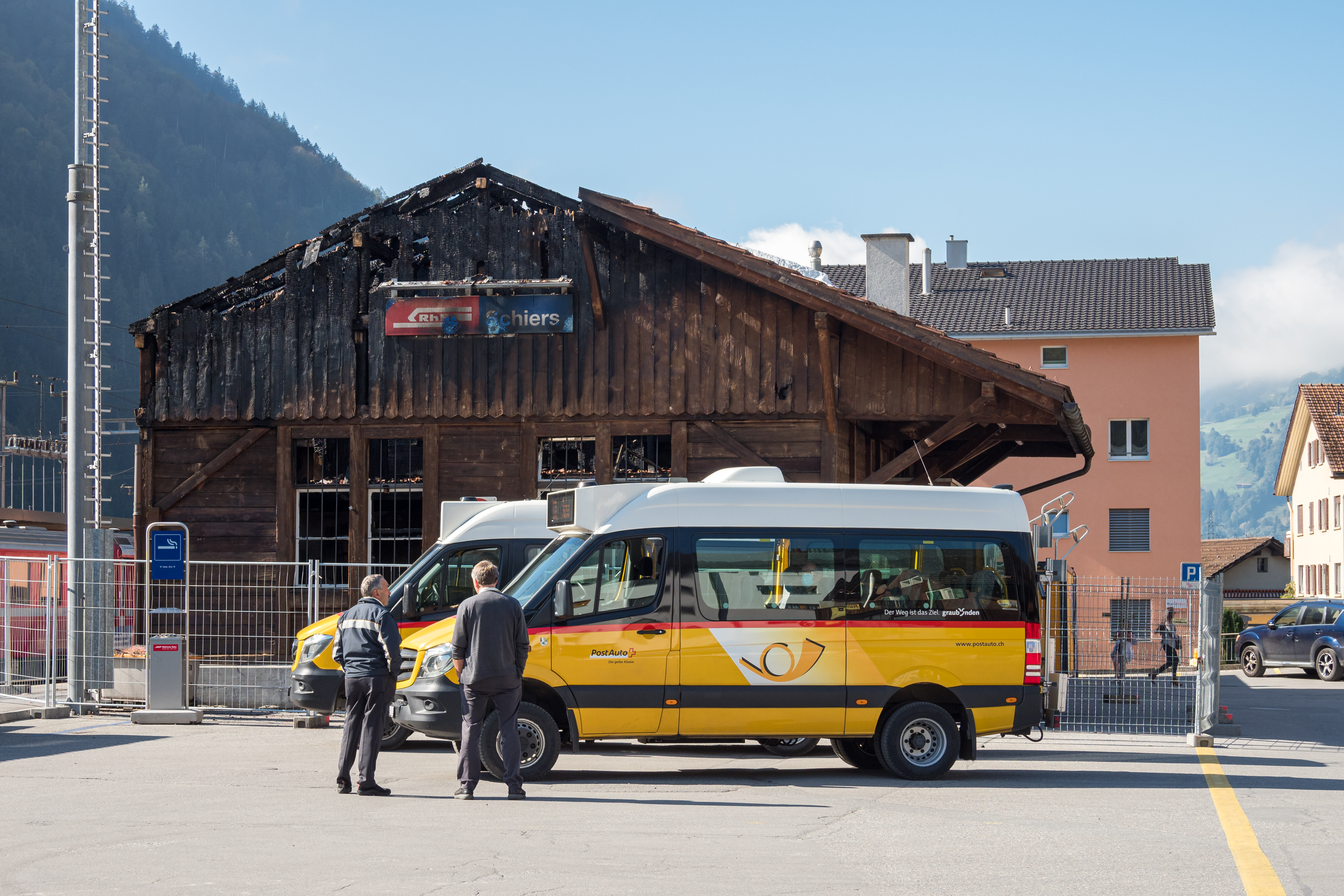
Železniční stanice Schiers s poštovními autobusy

Železniční stanice Schiers se nachází na trati z Landquartu do Davosu, otevřené roku 1889. Od roku 1921 je trať elektrifikována.
Obec je napojena na síť veřejné dopravy také prostřednictvím poštovních autobusových linek (Postauto).
Kantonální hlavní silnice č. 28 v trase Landquart – Davos – Engadin – Val Müstair vede v těsné blízkosti obce. Po roce 2000 byl otevřen obchvat, který odvedl tranzitní dopravu na této vytížené komunikaci mimo centrum obce.